# Jan a Marcián
Svatí Jan a Marcián byli římští mučedníci. Marcián byl římský senátor a otec svatého Jana. Jan zemřel z neznámých důvodů. Setkal se se svatými Abundiem a Abundantiem, kteří byli odsouzeni k popravě za svou víru. Svatý Abundius se začal modlit, aby Jan opět ožil. Poté, co se stal zázrak, Marcián a Jan konvertovali ke křesťanství. Za to byli se svatými Abundiem a Abundantiem popraveni.
Roku 1001 byly jejich ostatky nalezeny a přemístěny do Civita Castellana.
Jejich svátek se slaví 16. září.